# Galeasen Shamrock
För andra betydelser, se Shamrock (olika betydelser).
Galeasen Shamrock är ett seglande svenskt skolfartyg.
Galeasen Shamrock är skolfartyg på Skeppsholmsgården i Stockholm med hemmahamn på Skeppsholmen i Stockholm. Fartyget byggdes som seglande fiskeskuta i Vlaardingen i Zuid-Holland 1915. Hon har därefter fiskat på Nordsjön och Norska havet och gått i frakttrafik längs med den svenska kusten. 
År 1969 köptes hon av Birkagården, seglades hem till Stockholm och började omvandlas till skolfartyg. Runt fartyget växte en verksamhet upp med verkstäder för fartygsunderhåll och kurser för vidareutbildning inom navigation, sjömanskap och hantverk. Denna ombildades till Skeppsholmsgården.
Varje vår, sommar och höst sedan Shamrock blev skolfartyg, har hon gjort seglingar i Stockholms skärgård och längs med svenska kusten. Sommartid genomförs havsseglingar för ungdomar med målsättningen att utbilda eleverna i gott sjömanskap, navigation, och hantverk för traditionella segelfartyg.

## Bildgalleri

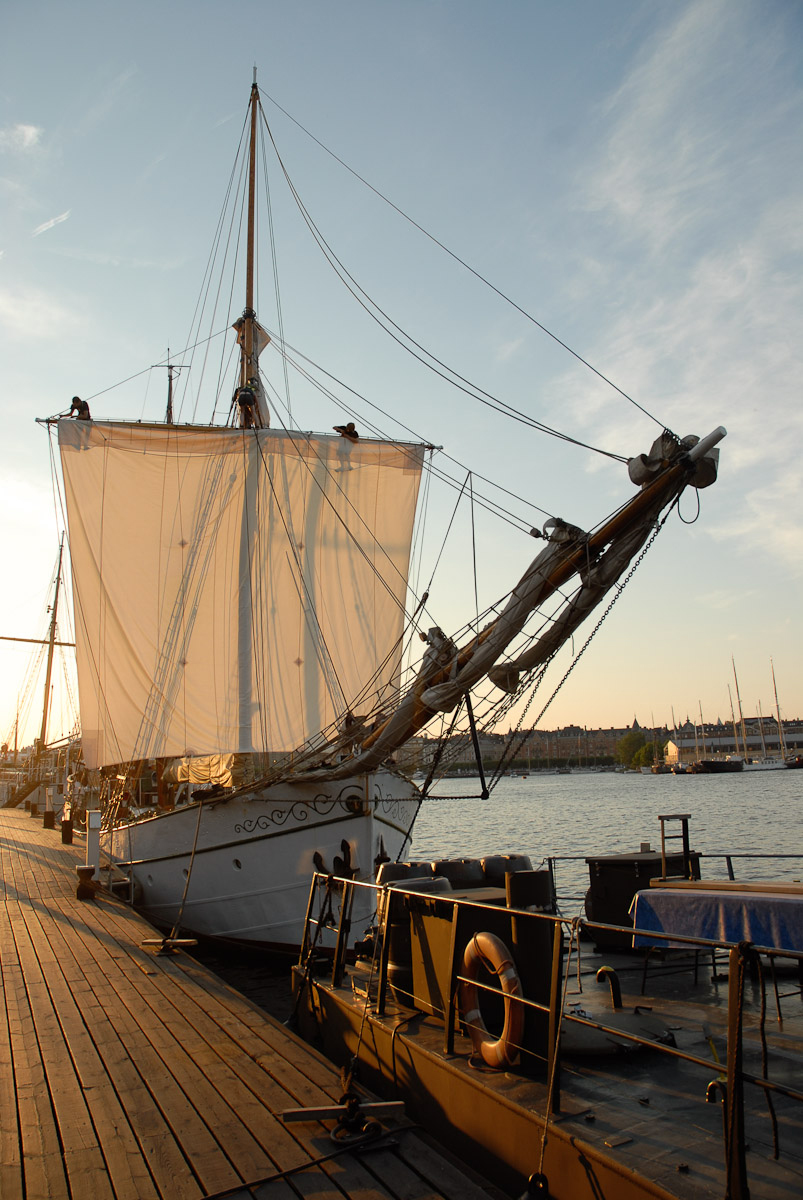
Shamrock vid Östra Brobänken på Skeppsholmen i Stockholm
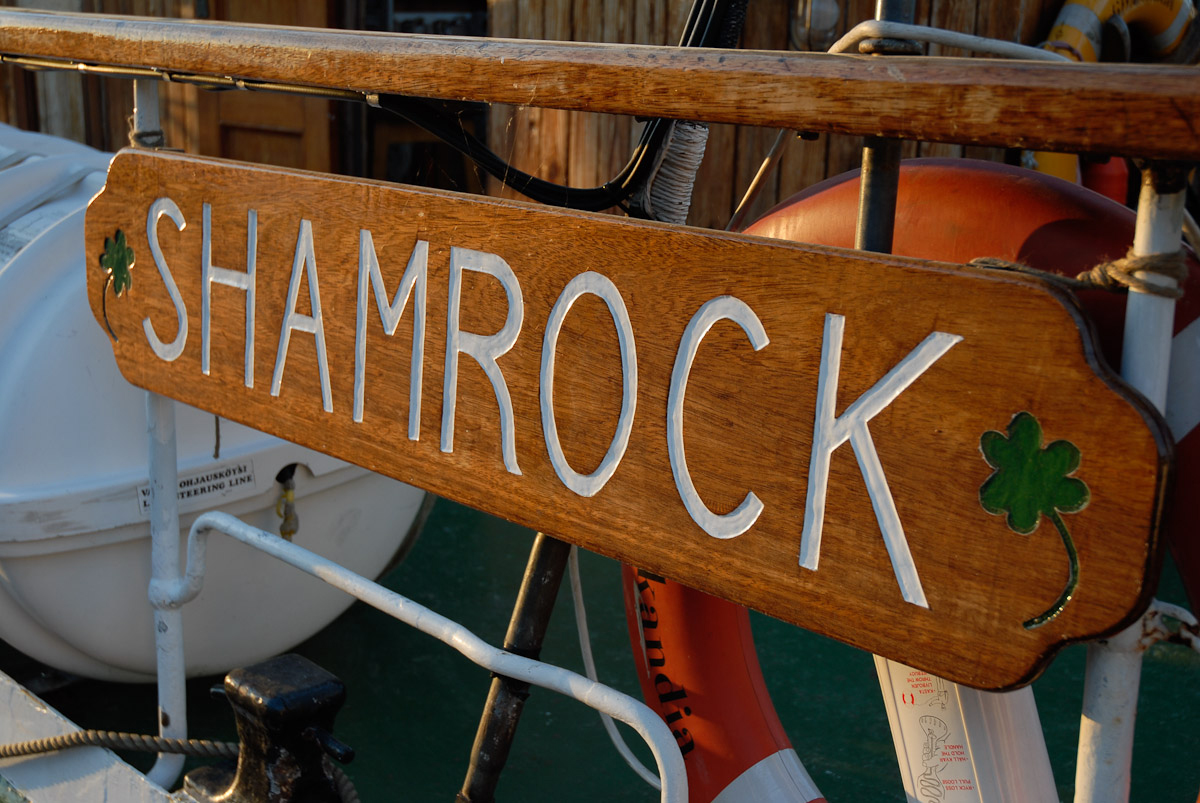
Skolskeppet Shamrock.
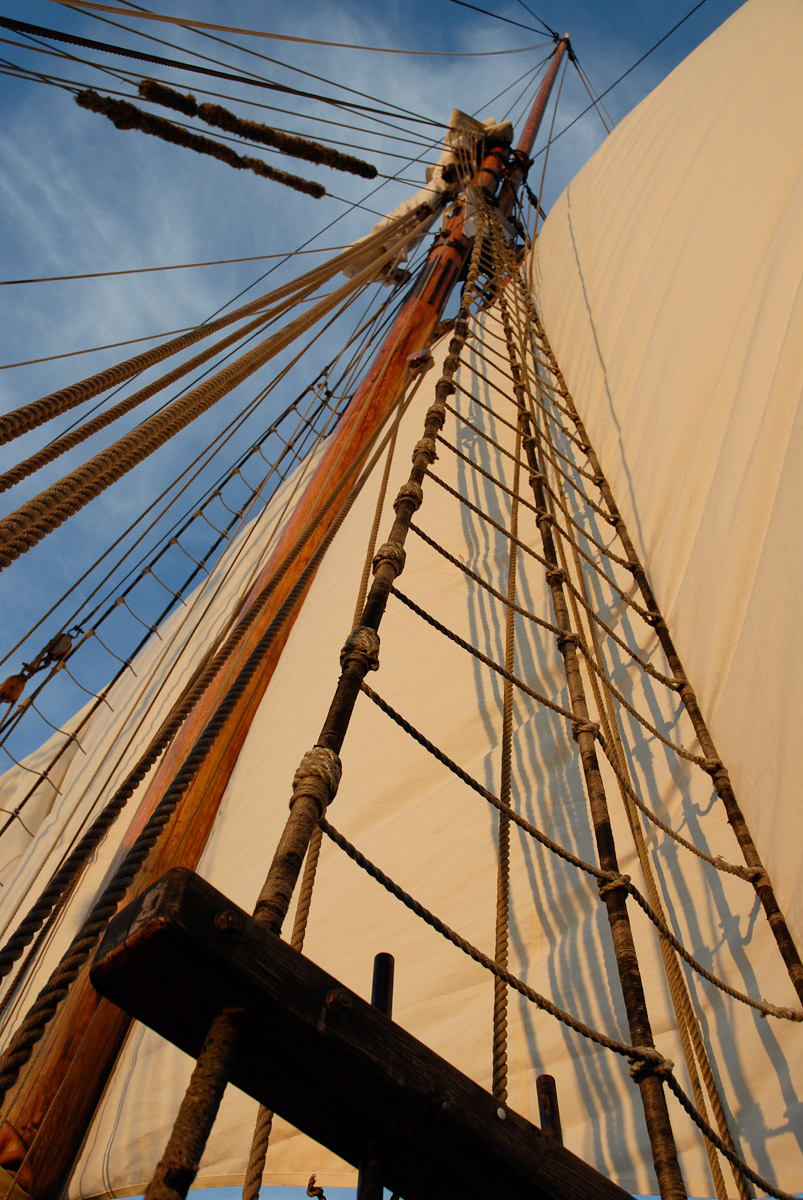
Riggen på skolskeppet Shamrock.